# John Jansen (waterpoloër)
John Jansen (Veldhoven, 26 augustus 1963) is een voormalig Nederlands waterpolospeler.
John Jansen nam eenmaal deel aan de Olympische Spelen, in 1992. Hij eindigde met het Nederlands team op de negende plaats. In de competitie kwam Jansen jarenlang uit voor de hoofdmacht van AZC. Hij speelt hier nog altijd op recreatief niveau en heeft hier ook diverse bestuurstaken vervult.
Marc van Belkum · 
Bert Brinkman · 
Arie van de Bunt · 
Robert Havekotte · 
Koos Issard · 
John Jansen · 
Gijs van der Leden · 
Harry van der Meer · 
Hans Nieuwenburg · 
Remco Pielstroom · 
John Scherrenburg · 
Jalo de Vries · 
Jan Wagenaar